# كريغ إهلو
كريغ إهلو (بالإنجليزية: Craig Ehlo)‏ مواليد 11 أغسطس 1961 في لوبوك، هو لاعب كرة سلة أمريكي معتزل بدأ مسيرته الاحترافية في سنة 1983. تم اختياره من قبل فريق هيوستن روكتس خلال الدرافت وحمل الرقم 3. يبلغ طوله 6 قدم 8 بوصة (2.0 م). اعتزل اللعب في 1997. أحرز خلال مسيرته في الإن بي إيه 7492 نقطة بمعدل 8.6 نقاط في المباراة الواحدة.

## المسيرة الاحترافية
لعب مع هيوستن روكتس من سنة 1983 إلى 1986، ثم لعب مع كليفلاند كافالييرز من سنة 1986 إلى 1993، ثم لعب مع أتلانتا هوكس من سنة 1993 إلى 1996، ثم لعب مع سياتل سوبرسونيكس في موسم 1996–1997.

## روابط خارجية
- كريغ إهلو على موقع إن بي أي (الإنجليزية)
- كريغ إهلو على موقع سبورتس رفرنس (الإنجليزية)
- كريغ إهلو على موقع كلية كرة السلة في سبورتس رفرنس.كوم (الإنجليزية)
- كريغ إهلو على موقع ريلجم (الإنجليزية)
- كريغ إهلو على موقع بروبوليرز (الإنجليزية)